# نظرية الارتداد العظيم
نظرية الارتداد العظيم (بالإنجليزية: Big Bounce)‏ هي نموذج علمي نظري تهتم بدراسة تشكل الكون المعروف. تُستمد معلومات هذه النظرية من النموذج الدوري cyclic model أو من نموذج الكون المتذبذب اللتان تقومان بتفسير نظرية الانفجار العظيم؛  الحادثة الكونية الأولى التي نتجت عن انهيار الكون السابق لها.

## التوسع والتقلص
طبقاً لأقوال بعض العلماء في نظرية الكون الاهتزازي، بدأ الانفجار العظيم بفترة من التوسع الكوني التي تلي فترة من الانكماش. وبحسب هذه النظرة، يستطيع المرء أن يقول بأن الانفجار العظيم يحدث بعد الانكماش العظيم Big Crunch والعكس صحيح، وتُسمى العملية الكاملة بالارتداد العظيم. وهذا يقترح بأننا قد نعيش في أول كون من تلك الأكوان، لكن احتمال صحة هذا الكلام مساوية لاحتمال بأننا نعيش في الكون ذو الرقم البليونين (أو في إحدى الأكوان من تلك السلسلة اللامتناهية من الأكوان).
الفكرة الرئيسية للنظرية الكمومية عند مستوى الانفجار العظيم هو أنه: عندما يصل الكثافة المادة إلى اللانهاية، يتغير سلوك الرغوة الكمومية quantum foam. إن كل ما يسمى بالثوابت الفيزيائية الرئيسية، التي من ضمنها سرعة الضوء في الفراغ، لم تكن ثابتة خلال الانكماش العظيم، وخصوصاُ في فترة التمدد التي تساوي 10−43 ثانية قبل وبعد نقطة التضخم. (إن وحدة زمن بلانك واحدة نساوي تقريباً 10−43 ثانية.)